# Cluedo, nouvelle génération
Cluedo, nouvelle génération (Clue) est une mini-série télévisée américaine en 5 épisodes d'aventure et de mystère. Elle est fondée sur le jeu de Hasbro du même nom. En France, la série est diffusée sur Canal J depuis le 12 mai 2012 et le 2 septembre 2012 sur Gulli. Aux États-Unis, la série est diffusée sur The Hub depuis le 14 novembre 2011.

## Synopsis
À l'Hôtel des Armes Royales, Adam Ellis, président de Charles Ellis Industries, a été agressé et enlevé dans la chambre 33. Mais des étudiants, Liz, Dimitri, Whitney, Seamus, Lucas et Agnès ont tout vu et ils ont prévenu la police mais celle-ci pense qu'il s'agit d'un canular puisqu'il n'y a aucun corps et aucune trace d'agression. De leur côté, les six jeunes essayent de comprendre ce qu'il s'est passé. Ils ont trouvé, dans la chambre 33, un carnet qui les mènent à une pièce secrète souterraine où ils découvrent l'héritage laissé par Charles Ellis à son fils dont des croquis représentants un chandelier, l'arme qui a servi à agresser Adam Ellis. Liz trouve dans cette pièce un parchemin sur lequel elle repère le symbole rouge qui figure sur son collier, collier que ses parents biologiques lui ont laissé. Chacun fait de son mieux pour essayer de résoudre le mystère et retrouver la « grande invention » de Nikola Tesla, un inventeur de génie du siècle dernier, car celle-ci est apparemment la cause de son enlèvement. Mais, ils finiront par apprendre que Sarah Ellis, la fille d'Adam Ellis, qu'ils pensaient ralliée à eux, les a menés en bateau depuis le début et recherche également l'invention de Tesla. Ils feront tout pour la récupérer, retrouver Adam Ellis et découvrir les secrets que cachent les « maisons secrètes ».

## Distribution
- Sterling Beaumon : Seamus
- Sarah Desjardins : Whitney Burrows
- Kendall Amyre Ferguson : Agnès Peabody
- Ana Golja : Liz Handley
- Stephan James : Dimitri Grant
- Zach Mills : Lucas Morganstern
- David Lewis : Adam Ellis
- Kacey Rohl : Sarah Ellis
- Gerard Plunkett : Randolph Whittaker

## Personnages

### Personnages principaux
- Seamus (Sterling Beaumon) : Seamus a été exclu de trois écoles, et il n'a certainement pas envie d'aller à Lakeside avec le reste de l'équipage Cluedo. Il a des compétences en planche à roulette, mais son temps libre est serré, car il travaille comme aide-serveur dans un hôtel après l'école. La rumeur dit que Seamus traine avec le groupe du Collectif Vert, l'équipe exclusif du Street Art. Le personnage de Seamus est vaguement basé sur le personnage de révérend Olive à partir du jeu de société original.
- Whitney Burrows (Sarah Desjardins) : pendant ses heures supplémentaires de travail Whitney sauve le monde. Pétitions, campagnes de financement, des marches, porte-à-porte de sensibilisation, elle utilise tous les moyens possibles. Whitney n'a jamais rencontré une bonne cause qu'elle ne voulait pas soutenir, et est actuellement bénévole pour « Lumière Blanche, un avenir meilleur ». Mais, est-ce que tout ce temps pris par les signatures et les collectes lui laisse une vie personnelle ? Le personnage de Whitney est vaguement basé sur le personnage de Mme Leblanc à partir du jeu de société original.
- Agnes Peabody (Kendall Amyre Ferguson) : Elle sait tous de ce qui se passe, où, avec qui et pourquoi. Elle lit tous les blogs et les magazines, donc aucune bonne nouvelle ne lui échappe. Elle a même son propre site, Les Yeux du paon. Cette obsession des moteurs de recherche a pour fonction de découvrir les bassesses cachées de chacun. C'est incroyable ce que les gens traînent sur Internet. Mais ce n'est pas Agnès : Elle aime trouver des nouvelles mais ne les invente pas. Le caractère d'Agnès est vaguement basé sur le personnage de Mme Pervenche à partir du jeu de société original.
- Liz Handley (Ana Golja) a un cœur d'or. Elle vit sa vie avec le volume coudés, toujours en mouvement, en changeant les plans, et en quelque sorte se trouvant à l'honneur partout où elle va. Mais elle n'est pas tout à fait sûre elle-même... elle a une âme vraiment bonne alliée et un sourire ravageur. Adoptée à la naissance, elle conserve le collier de ses parents biologiques qui la lie donc aux maisons secrètes. Le personnage de Liz est vaguement basé sur le personnage de Mademoiselle Rouge à partir du jeu de société original.
- Dimitri Grant (Stephan James) : Il a déjà son avenir tracé, et sur la Liste des doyens de Lakeside aussi. Son père est un manager. C'est beaucoup de pression. Alors, comment peut-il se défouler ? Il est dans un jeu de stratégie multijoueur appelé Missions Moutarde, et il est le seul sur son serveur à être  au niveau colonel. Le personnage de Dimitri est vaguement basé sur le personnage de Colonel Moutarde à partir du jeu de société original.
- Lucas Morganstern (Zach Mills) : Un total intello. Son QI est si grand qu'il est déjà membre de l'Institut Violet. Il peut résoudre n'importe quel puzzle ou jeu, alors vous feriez mieux de l'avoir comme partenaire pour un jeu télévisé. Même ainsi, il s'inquiète d'être le genre de gars que les filles prennent comme ami. Il va avoir un énorme succès dans quelques années, mais en ce moment, les filles sont un casse-tête qu'il ne veut pas résoudre. Le personnage de Lucas est vaguement basé sur le personnage de Professeur Violet à partir du jeu de société original.

### Personnages secondaires
- Adam Ellis (David Lewis) : Adam Ellis, président de Charles Ellis Industries, est un homme très mystérieux. Son rôle dans l'histoire est très important car il est l'héritier des secrets de la Maison Violet et de Nikola Tesla après la mort de son père, Charles Ellis. Il va être trahi par sa fille Sarah qui a rejoint l'Ordre Noir. Avec Liz et les autres, il va découvrir l'étendue des secrets de Tesla.
- Sarah Ellis (Kacey Rohl) : Sarah Ellis, fille d'Adam Ellis, était une étudiante du lycée Ashcroft et fait maintenant partie de l'Ordre Noir. Elle a dû trahir son père pour voler l'invention de Nikola Tesla et emmener son père à l'Ordre.
- Randolph Whittaker (Gerard Plunkett) : Whittaker est le directeur général de Charles Ellis Industries. Il voulait l'héritage de la Maison Violet à la place d'Adam Ellis et depuis il veut s'approprier l'invention de Tesla qui appartient à la Maison Violet. Il va penser que la Maison Rouge est dans l'histoire car il a vu le symbole de celle-ci sur le collier de Liz.
- Madame Kroger (Chelah Horsdal) : Madame Kroger est la directrice du lycée Ashcroft et est aussi à la tête de l'Ordre Noir. Elle a mis en œuvre un plan pour s'approprier l'invention de Tesla et kidnapper Adam Ellis pour lui soutirer des informations sur Nikola Tesla. Le lycée Ashcroft est le terrain de recrutement de l'Ordre Noir, tout comme l'Institut Violet l'est pour la Maison Violet.

## Épisodes
1. « Le Mystère de la chambre 33 »
2. « Un trésor à la clé »
3. « La Grande Invention de Tesla »
4. « La Société secrète »
5. « La Boîte de Pandore »